# Maggie Gyllenhaal
Margalit Ruth Gyllenhaal (/ˈdʒɪlənhɑːl/) (Lower East Side, Nueva York, 16 de noviembre de 1977), conocida como Maggie Gyllenhaal, es una actriz y directora de cine estadounidense. Ha sido nominada al premio Óscar y cuatro veces a los premios Globo de Oro, y fue ganadora en una ocasión. Como directora ha ganado el premio el mejor guion del 78 Festival de Cine de Venecia por su primera película The Lost Daughter.

Hija del director Stephen Gyllenhaal y de la escritora Naomi Foner Gyllenhaal y hermana mayor del actor Jake Gyllenhaal, también tiene un medio hermano llamado Luke, quien nació en el 2014, fruto del segundo matrimonio de Stephen Gyllenhaal. Maggie comenzó su carrera como actriz en una película dirigida por su padre, y luego consiguió reconocimiento junto a su hermano en Donnie Darko, una producción independiente que acabaría convirtiéndose en película de culto. Su carrera alzó el vuelo tras la comedia romántica sadomasoquista, Secretary, con la que recibió buenas críticas y una nominación al Globo de Oro. Gyllenhaal ha elegido una gama diversa de papeles, desde películas independientes como Sherrybaby, por la que también fue nominada al Globo de Oro, hasta comedias románticas como Trust the Man, así como superproducciones como World Trade Center y The Dark Knight.[cita requerida]
Gyllenhaal es simpatizante del Partido Demócrata y, al igual que su hermano y sus padres, apoya a la Unión Americana por las Libertades Civiles. Participó en las manifestaciones en contra de la guerra por la invasión de Irak en el 2003.[cita requerida]

## Datos biográficos

### Primeros años
Maggie Gyllenhaal nació en la ciudad de Nueva York en 1977, en el seno de una familia de artistas. Su padre, Stephen Gyllenhaal, era director de cine, y su madre, Naomi Achs, productora y guionista. Jake Gyllenhaal, su hermano, es también un conocido actor. Su padre es de religión swedenborgiana y es descendiente de ingleses, rusos, letones y de la familia Gyllenhaal, de la nobleza sueca; su último antepasado sueco fue Anders Leonard Gyllenhaal. Su madre proviene de una familia judío-estadounidense de Nueva York, y es la exesposa de Eric Foner, un profesor de historia de la Universidad de Columbia.
Su hermano, Jake Gyllenhaal, debutó en el cine interpretando al hijo del personaje de Billy Crystal en Cowboy de ciudad (1991). Al mismo tiempo, su padre Stephen la contrató a ella para papeles de reparto en sus largometrajes Waterland (1992) y Una mujer peligrosa (1993).[cita requerida]
Maggie se crio en Los Ángeles y se graduó en la escuela preparatoria Harvard-Westlake School. Asistió un semestre a The Mountain School en Vershire, Vermont. Ingresó en la Universidad de Columbia, donde en 1999 se graduó en filosofía con un promedio notablemente alto, y destacó en literatura. Poco después viajó a Londres para estudiar durante un verano en la Royal Academy of Dramatic Art, una escuela inglesa de arte dramático.

### Carrera
A los 15 años, hizo una breve aparición en la película Waterland (1992), dirigida por su padre. Poco después, consiguió papeles de reparto en A Dangerous Woman (1993) y en Homegrown (1998), en las que fue dirigida también por su padre y donde trabajó al lado de su hermano Jake. Después de graduarse, consiguió papeles secundarios en películas como 40 días y 40 noches, Riding in Cars with Boys, y John Waters le dio la oportunidad de trabajar en Cecil B. Demented. A ese papel se le sumó el que realizó en Donnie Darko, donde encarnaba a la hermana de Donnie, interpretado éste por su hermano Jake.[cita requerida]
El papel que lanzó su carrera profesional fue el de la comedia negra Secretary (2002), una película acerca de dos personas (una secretaria y su jefe, interpretado por James Spader) que se embarcan en un estilo de vida sadomasoquista. La película le trajo muchos elogios además de una candidatura a los premios Globo de Oro, y fue la primera vez que hizo un desnudo frente a las cámaras. Aunque el guion la impresionó, en un principio dudó en aceptar el papel, pues creía que podría dar un mensaje antifeminista. Pero después de discutir cuidadosamente el guion junto al director de la película, Steven Shainberg, aceptó unirse al proyecto. Aunque insistió en que Shainberg no la explotó, ella ha dicho que, en retrospectiva, desearía no haber realizado ciertas escenas.
En el 2003, tuvo papeles secundarios en películas como Adaptation, comedia de Spike Jonze y Charlie Kaufman, y La sonrisa de Mona Lisa, en la que Maggie dio vida a una estudiante judía conocida por su promiscuidad que rivalizaba con Julia Roberts por el mismo hombre. También trabajó en películas independientes como Casa de los babys, de John Sayles, que denunciaba las irregularidades que se detectan en los procesos de adopción de niños en América Latina, y Criminal, adaptación de Nueve reinas, junto a John C. Reilly y Diego Luna. Otra aparición notable fue en Happy Endings (2004), en la cual hizo el papel de una cantante, y en donde además grabó canciones para la banda de sonido de la película. Al año siguiente, fue invitada a unirse a la Academia de las Artes y las Ciencias Cinematográficas de Hollywood. Otra de sus actuaciones más destacadas fue en Stranger than Fiction, junto a Will Ferrell.
También ha trabajado en obras de teatro. Hizo el papel de Alice en Closer, de Patrick Marber, en el Mark Taper Forum. Luego Tony Kushner le dio un papel en Homebody/ Kabul, gracias justamente a su actuación en Closer.
Antes de las elecciones del 2004, apareció en un anuncio para Rock the Vote y visitó, junto a su hermano Jake, la Universidad del Sur de California para alentar a los estudiantes a votar.
Además de actuar, también ha modelado para Miu Miu, Reebok y Agent Provocateur. Y grabó la primera versión audiolibro de la novela The Bell Jar, de Sylvia Plath.
Hizo su primer trabajo como actriz de voz en Monster House (2006), película de animación producida por Steven Spielberg y Robert Zemeckis, en la que estuvo acompañada por Steve Buscemi y Mitchel Musso, quienes también prestaron sus voces.[cita requerida]
En el 2008, apareció en la exitosa y elogiada The Dark Knight, de Christopher Nolan, secuela de Batman Begins (2005), en la cual reemplazó a Katie Holmes como la asistente del fiscal de distrito (Aaron Eckhart), Rachel Dawes.
En el 2010 fue nominada a Mejor actriz de reparto en los premios Oscar de ese año por su actuación en la película Crazy Heart, junto a Jeff Bridges.
Tras tres décadas de trayectoria como actriz presentó en Venecia su debut como directora, con The Lost Daughter, alzándose con el premio al mejor guion en Venecia, y fue nominada a guion adaptado en los Oscar.

### Vida personal

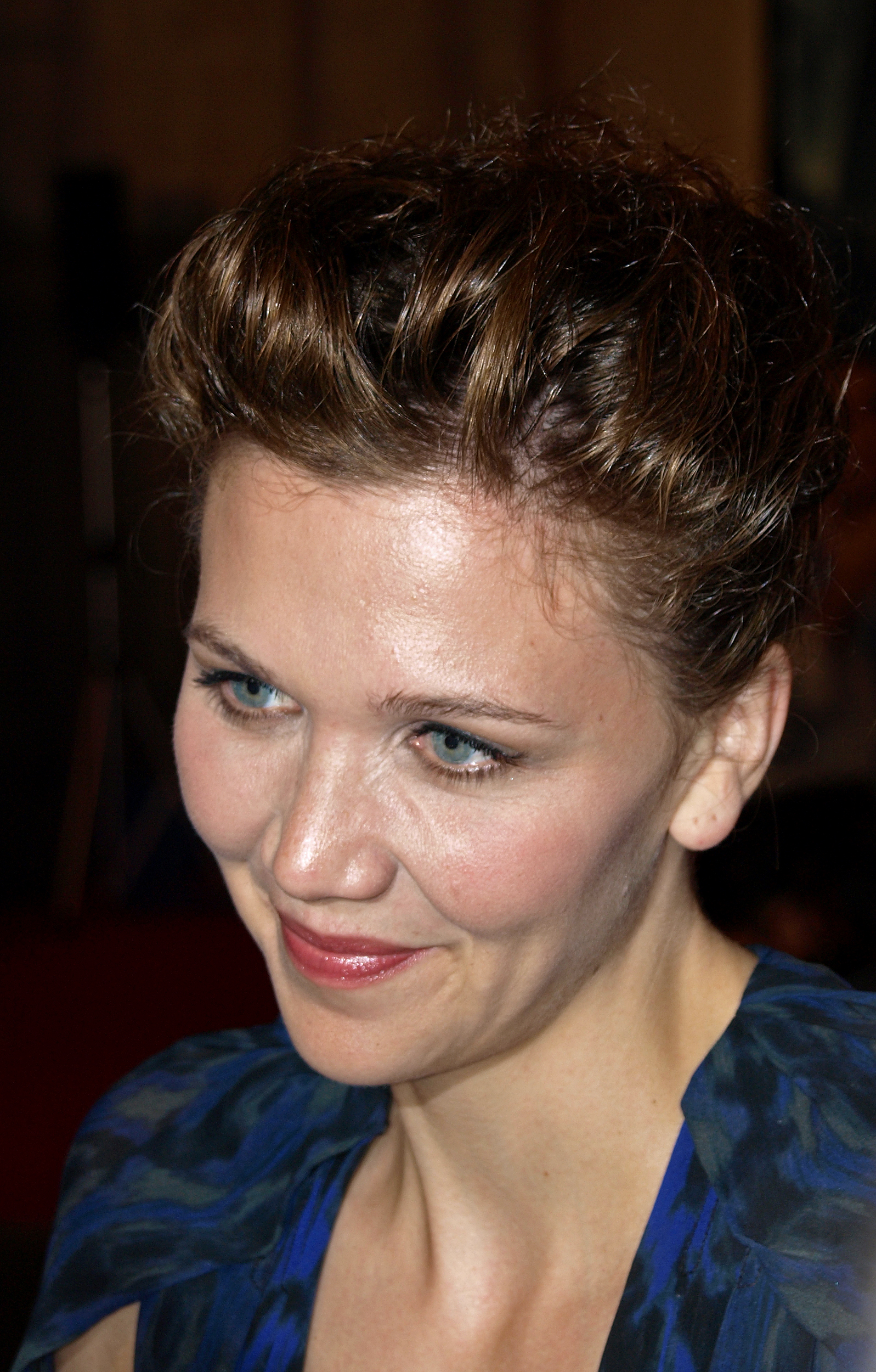
Maggie Gyllenhaal, en el preestreno de "The Dark Knight" en Barcelona (2008).

Maggie ha mantenido una relación con el actor Peter Sarsgaard desde el año 2002. Anunciaron su compromiso en abril de 2006. Tienen dos hijas, Ramona, nacida el 4 de octubre de 2006, y Gloria Ray, que nació el 19 de abril de 2012 en Nueva York, y viven en Brooklyn, Nueva York. Sarsgaard es amigo cercano de Jake, el hermano de Maggie.
En noviembre de 2007, Gyllenhaal se presentó como voluntaria para conseguir fondos para TrickleUp.org, una organización sin fines de lucro que ayuda a mujeres en situaciones de pobreza y vulnerabilidad a fundar su propia microempresa. En una de las últimas campañas para recaudar fondos, ayudó a diseñar y promover un collar que se vende por 100 dólares; todo lo recaudado es destinado a la caridad.

### Controversia
Gyllenhaal fue muy señalada por un comentario que hizo durante una entrevista para NY1 en el Festival de cine de Tribeca de 2005, donde sugirió que los Estados Unidos fueron de alguna forma responsables por los atentados del 11 de septiembre de 2001. Remarcó: «Creo que Estados Unidos ha hecho cosas reprensibles y es responsable de alguna forma...». En respuesta a las críticas, Gyllenhaal hizo pública una declaración diciendo que el 11 de septiembre fue «una ocasión para ser lo suficiente valiente para preguntar a alguien serio preguntas acerca del rol de EE.UU. en el mundo»; y que eso fue «útil como individuos o nación para preguntar como podríamos haber, consciente o inconscientemente, contribuido a este conflicto». Negó deliberadamente haber dicho que los ataques del 11 de septiembre fueron merecidos. Luego dijo haberse arrepentido de sus comentarios, y afirmó que las entrevistas sobre películas no eran el «sitio adecuado» para discutir sobre política. Además dijo que no tuvo «más que gratitud y admiración» para los bomberos y que debería haber «sido más gentil y más amable» en sus comentarios.
Finalmente se reunió con uno de los supervivientes de los ataques, el oficial Will Jimeno, junto a su esposa, Allison, con quienes apareció en la película realizada en 2006 sobre los acontecimientos, llamada World Trade Center. Gyllenhaal dijo que habría dejado el proyecto si los Jimeno hubiesen querido, pero Allison Jimeno expresó que ella y su esposo estaban cómodos con ella en la película.

## Filmografía

### Actriz
| Año  | Película                           | Papel                 |
| ---- | ---------------------------------- | --------------------- |
| 1992 | Waterland                          | Maggie Ruth           |
| 1993 | Una mujer peligrosa                | Patsy                 |
| 1998 | Homegrown                          | Christina             |
| 2000 | The Photographer                   | Mira                  |
| 2000 | Cecil B. DeMented                  | Raven                 |
| 2001 | Riding in Cars with Boys           | Amelia Forrester      |
| 2001 | Donnie Darko                       | Elizabeth Darko       |
| 2002 | Confesiones de una mente peligrosa | Debbie                |
| 2002 | Adaptation                         | Caroline Cunningham   |
| 2002 | 40 días y 40 noches                | Sam                   |
| 2002 | Secretary                          | Lee Holloway          |
| 2003 | La sonrisa de Mona Lisa            | Giselle Levy          |
| 2003 | Casa de los babys                  | Jennifer              |
| 2004 | Criminal                           | Valerie               |
| 2004 | The Pornographer: A Love Story     | Sidney                |
| 2005 | The Great New Wonderful            | Emme                  |
| 2005 | Happy Endings                      | Jude                  |
| 2006 | Stranger than Fiction              | Ana Pascal            |
| 2006 | Trust the Man                      | Elaine                |
| 2006 | Sherrybaby                         | Sherry Swanson        |
| 2006 | Paris, je t'aime                   | Liz                   |
| 2006 | World Trade Center                 | Allison Jimeno        |
| 2006 | Monster House                      | Elizabeth "Zee" (voz) |
| 2007 | High Falls                         |                       |
| 2008 | The Dark Knight                    | Rachel Dawes          |
| 2009 | Crazy Heart                        | Jean Craddock         |
| 2009 | Away We Go                         |                       |
| 2010 | Nanny McPhee and the Big Bang      | Mrs. Isabel Green     |
| 2011 | Curiosity                          | Ella misma            |
| 2011 | Hysteria                           | Charlotte Dalrymple   |
| 2012 | Won't Back Down                    | Jamie Fitzpatrick     |
| 2012 | The Corrections                    | Denise                |
| 2013 | White House Down                   | Carol Finnerty        |
| 2014 | Frank                              | Clara                 |
| 2014 | River of Fundament                 | Hathfertiti           |
| 2014 | The Honourable Woman (serie)       | Nessa Stein           |
| 2018 | The Kindergarten Teacher           | Lisa Spinelli         |

### Directora
| Año  | Título original   | Papel     |
| ---- | ----------------- | --------- |
| 2021 | The Lost Daughter | Directora |

## Premios y nominaciones
Premios Óscar
| Año  | Categoría               | Película          | Resultado |
| ---- | ----------------------- | ----------------- | --------- |
| 2010 | Mejor actriz de reparto | Crazy Heart       | Nominada  |
| 2022 | Mejor guion adaptado    | The Lost Daughter | Nominada  |

Globos de Oro
| Año  | Categoría                                   | Película             | Resultado |
| ---- | ------------------------------------------- | -------------------- | --------- |
| 2003 | Mejor actriz - Comedia o musical            | Secretary            | Nominada  |
| 2007 | Mejor actriz - Drama                        | Sherrybaby           | Nominada  |
| 2014 | Mejor actriz de miniserie o telefilme       | The Honourable Woman | Ganadora  |
| 2018 | Mejor actriz de serie de televisión - Drama | The Deuce            | Nominada  |

Independent Spirit Awards
| Año  | Categoría               | Película      | Resultado |
| ---- | ----------------------- | ------------- | --------- |
| 2003 | Mejor actriz            | Secretary     | Nominada  |
| 2006 | Mejor actriz de reparto | Happy Endings | Nominada  |

Premios Satellite
| Año  | Categoría            | Película   | Resultado |
| ---- | -------------------- | ---------- | --------- |
| 2006 | Mejor actriz - Drama | Sherrybaby | Nominada  |

Festival de Cine de Venecia
| Año  | Categoría   | Película          | Resultado |
| ---- | ----------- | ----------------- | --------- |
| 2021 | Mejor guion | The Lost Daughter | Ganadora  |